# Just Because I'm a Woman (album 1968)
Just Because I'm a Woman är ett musikalbum av Dolly Parton som släpptes i april 1968 på skivbolaget RCA. Det är hennes första soloalbum på RCA.

## Albuminformation
Titelspåret, där en kvinna varnar sin pojkvän för att döma henne för tidigare sexuella relationer, ansågs på den tiden vara utmanande.
På albumet fanns också låten "The Bridge," som handlar om en kvinna som förälskar sig i en man och blir med barn. Han lämnar henne, och hon går till bron och antas där begå självmord.
Albumet innehöll även sju originallåtar av Dolly Parton, och fem coverversioner.
Just Because I'm a Woman återutgavs på CD 2004 med bonusspår. Då fanns bland annat två sånger inspelade för albumet A Real Live Dolly med, och hennes första liveframförande någonsin av Coat of Many Colors.

## Låtlista
1. "You're Gonna be Sorry" (Dolly Parton)
2. "I Wish I Felt This Way at Home" (Harlan Howard)
3. "False Eyelashes" (Bob Tubert, Demetris Tapp)
4. "I'll Oilwells Love You too" (Dolly Parton, Bill Owens)
5. "The Only Way Out (is To Walk Over Me)" (Neal Merritt)
6. "A Little Bit Slow to Catch On" (Curly Putman)
7. "The Bridge" (Dolly Parton)
8. "Love and Learn" (Bill Owens)
9. "I'm Running Out of Love" (Bill Owens)
10. "Just Because I'm a Woman" (Dolly Parton)
11. "Baby Sister" (Shirl Milete)
12. "Try Being Lonely" (Buck Trent, George McCormick)

### Bonusspår på återutgåva
1. "Just Because I'm a Woman" (Live) (Dolly Parton)
2. "Coat of Many Colors" (Live) (Dolly Parton)

## Listplaceringar
| Lista (1968)          | Topplacering |
| --------------------- | ------------ |
| US Top Country Albums | 22           |